# Legge di Weber-Fechner
La legge di Weber-Fechner (1860) fu uno tra i primi tentativi di descrivere la relazione tra la portata fisica di uno stimolo e la percezione umana dell'intensità di tale stimolo.
La relazione tra uno stimolo e la percezione che si ha dello stesso è stata studiata inizialmente da Ernst Heinrich Weber (1795-1878) e fu in seguito elaborata sotto forma di modello teorico da Gustav Theodor Fechner (1801-1887); tali studi rappresentarono il primo fondamento della psicofisica, che fu a sua volta l'ambito pionieristico della nascente psicologia sperimentale (in particolare della percettologia).

## L'esperimento e la legge di Weber
La scoperta della relazione esistente tra stimolo e percezione è stata fatta da Weber in seguito all'esperimento consistente nell'incrementare di una certa quantità il peso di un oggetto sostenuto da un uomo. La percezione di tale stimolo (l'incremento di peso) risultò tanto meno accentuata quanto più pesante era l'oggetto. In altre parole aggiungere 1 kg a un oggetto pesante 5 kg risultava essere percepito in maniera differente rispetto ad aggiungere 1 kg a un oggetto il cui peso è di 30 kg. L'entità dell'incremento necessario perché la variazione venisse percepita dal soggetto non risultò costante, ma costante è, per ciascun senso (vista, udito, tatto ecc.), il rapporto {\displaystyle k} (detto "costante di Weber") tra {\displaystyle \Delta R} (l'incremento) e {\displaystyle R} (l'intensità al valore iniziale). Weber teorizzò, cioè, che ci fosse una relazione di diretta proporzionalità tra lo stimolo percettivo e la soglia differenziale (intesa come minima variazione percepibile, più tardi nota come just-noticeable difference o JND).
In formula: {\displaystyle \Delta R=kR\,\!}
dove {\displaystyle \Delta R} è la variazione dello stimolo {\displaystyle R} e {\displaystyle k} il termine di proporzionalità di Weber (è un parametro statistico, non propriamente costante). Si nota che il rapporto tra la variazione dello stimolo (soglia differenziale) e lo stimolo stesso, è costante:
{\displaystyle {\frac {\Delta R}{R}}=k\,\!}
Essendo {\displaystyle k} un parametro statistico, assume valori che variano a seconda del parametro che è oggetto dell'osservazione. Ad esempio, in ambito acustico, si possono distinguere due parametri di osservazione:
- altezza tonale: {\displaystyle k=0,0023}
- intensità sonora: {\displaystyle k\approx 0,088} per sorgenti pure a 1 kHz

La linearità di questa variazione risultò presto un importante elemento di partenza per Fechner nello stabilire una legge di tipo non lineare ma logaritmico tra la variazione dello stimolo e la sua risposta sensoriale.

## La descrizione teorica di Fechner
Il fenomeno secondo il quale la variazione di uno stimolo è percepita in misura minore quando l'intensità di partenza di tale stimolo è elevata può essere descritto attraverso la seguente equazione differenziale:
{\displaystyle \ dp=k{\frac {dS}{S}}}
dove{\displaystyle \ S} è l'intensità dello stimolo,{\displaystyle \ k} è un parametro dipendente dall'unità di misura dello stimolo e{\displaystyle \ p} è l'intensità dello stimolo effettivamente percepita. Integrando entrambi i membri dell'equazione differenziale si ottiene
{\displaystyle \ \int dp=k\int {\frac {dS}{S}}\to p=k\ln {S}+C}
dove{\displaystyle \ C} è una costante di integrazione.
È possibile determinare lo stato iniziale dello stimolo, ovvero il livello di stimolo tale per cui la percezione risulti nulla, ponendo{\displaystyle \ p=0} e ottenendo così:
{\displaystyle \ C=-k\ln {S_{0}}}
da cui risulta l'espressione formale della legge di Weber-Fechner:
La relazione che lega l'intensità dello stimolo alla percezione che si ha di esso è quindi di tipo logaritmico. Ossia la percezione è proporzionale (secondo un fattore k) al logaritmo dello stimolo.
Talvolta si usa porre{\displaystyle \ {S_{0}}=1} e scrivere la legge di Weber-Fechner come
Ciò corrisponde al ritenere la costante di integrazione nulla ({\displaystyle \ C=0}).

## Campi di studio
Oltre che in fisica e psicologia, la legge di Weber-Fechner è stata fondamentale per elaborare il concetto economico di utilità marginale decrescente, secondo il quale l'incremento di utilità fornito da un bene è minore a mano a mano che la quantità di tale bene è posseduta in misura maggiore.